# Lomba (Sabugal)
Lomba é uma povoação portuguesa do Município do Sabugal que foi sede da extinta Freguesia de Lomba, freguesia que tinha 5,45 km² de área e 57 habitantes (2011), e, por isso, uma densidade populacional de 10,5 hab/km².
A Freguesia de Lomba foi extinta (agregada) pela reorganização administrativa de 2012/2013, tendo o seu território sido agregado ao das Freguesias de Pousafoles do Bispo e de Pena Lobo para criar a União de Freguesias de Pousafoles do Bispo, Pena Lobo e Lomba.

## População
★ No censo de 1878 figura Lomba dos Palheiros
★★ O censo de 1930 regista 260 habitantes na coluna "população de facto", pelo que é provável que tenha havido um erro no registo da "população residente"
| População da freguesia de Lomba | População da freguesia de Lomba | População da freguesia de Lomba | População da freguesia de Lomba | População da freguesia de Lomba | População da freguesia de Lomba | População da freguesia de Lomba | População da freguesia de Lomba | População da freguesia de Lomba | População da freguesia de Lomba | População da freguesia de Lomba | População da freguesia de Lomba | População da freguesia de Lomba | População da freguesia de Lomba | População da freguesia de Lomba |
| ------------------------------- | ------------------------------- | ------------------------------- | ------------------------------- | ------------------------------- | ------------------------------- | ------------------------------- | ------------------------------- | ------------------------------- | ------------------------------- | ------------------------------- | ------------------------------- | ------------------------------- | ------------------------------- | ------------------------------- |
| 1864                            | 1878                            | 1890                            | 1900                            | 1911                            | 1920                            | 1930                            | 1940                            | 1950                            | 1960                            | 1970                            | 1981                            | 1991                            | 2001                            | 2011                            |
| 217                             | 240                             | 255                             | 299                             | 281                             | 329                             | 185                             | 354                             | 337                             | 262                             | 148                             | 115                             | 98                              | 74                              | 57                              |

Por idades em 2001 e 2011:	

| 0-14 anos | 7 | 2 |  | 15-24 anos) | 6 | 5 |  | 25-64 anos | 34 | 17 |  | 65 e + anos) | 27 | 33 |

## Património Arquitectónico
- Igreja Matriz da Lomba
- Capela de Nossa Senhora do Bom-Sucesso
- 2 Chafarizes
- Fonte de Cima
- Fonte de Baixo
- Forno Comunitário
- Vários Cruzeiros espalhados pela freguesia.

## Festas e Romarias
- Festa de Nossa Senhora do Bom-Sucesso (Penúltimo Fim-de-Semana + Segunda Feira de Agosto) 2 em dois anos
- Festa de Santo Antão (Penúltimo Fim-de-Semana + Segunda Feira de Agosto) 2 em dois anos alternadamente à festa da Srª do Bom-Sucesso
- Festa de Nossa Senhora de Fátima (Mês de Maio)